# Michael Dapaah
Michael Dapaah (ur. 10 sierpnia 1991 w Londynie) – brytyjski aktor, raper i komik. Wcielił się w rolę fikcyjnego rapera Big Shaqa (znanego również jako Roadman Shaq).

## Życiorys
Michael Dapaah urodził się w 1991 r. w Croydon, w południowym Londynie, jako syn imigrantów z Ghany. Jego rodzice chcieli by studiował nauki ścisłe i został lekarzem, ale nigdy nie był zainteresowany tym tematem, zamiast tego bardziej interesował się aktorstwem i komedią. Jako dziecko bywał też w Afryce Południowej. Przez pewien czas siedział w więzieniu. Studiował film, aktorstwo i teatr na Uniwersytecie Brunel. Uczęszczał także na zajęcia w National Youth Theatre.

## Kariera
Dapaah rozpoczął swoją karierę od krótkich ról komediowych w serialach takich jak Meet the Adebanjos, który opowiada o nigeryjskiej rodzinie w Londynie, czym zyskał fanów wśród społeczności brytyjsko-afrykańskiej. 
W maju 2017 r. wraz z przyjacielem i kolegą, absolwentem Brunela, Marvem Brownem, stworzył serial dokumentalny zatytułowany SWIL (Somewhere in London), gdzie stworzył postacie MC Quakez i Big Shaq. Serial na YouTube zgromadził ponad milion wyświetleń w swojej pierwszej serii.

### Man's Not Hot
Po programie BBC Radio 1Xtra Charliego Slotha „Fire in the Booth” nastąpił szybki wzrost zainteresowania opinii publicznej, a jego komediowa piosenka „Man's Not Hot” (której podkład był samplowany z utworu 67 i Giggsa „Let's Lurk” z 2016 roku) stała się viralowym memem, a studyjna wersja utworu została wydana 22 września 2017 roku. Teledysk do piosenki został wydany przez Dapaaha w dniu 26 października tego samego roku, na którym występują Waka Flocka Flame, Lil Yachty, holenderska grupa rapowa Broederliefde i DJ Khaled.
Magazyn muzyczny Ransom Note napisał, że singiel należy do gatunku „grime comedy”, stwierdzając, że „jest zarówno piękny, jak i okropny. Jak każdy dobry grime komediowy, melodia zatarła granice między żartem i bangerem"

## Dyskografia

### Single

#### Jako główny artysta
| "Balance" (jako MC Quakez; feat. Shakes)       | 2017 | —  | —  | —  | —  | —  | —  | —  | —  | —  | —  | |
| "Man's Not Hot" (jako Big Shaq)                | 2017 | 3  | 28 | 33 | 21 | 26 | 20 | 23 | 22 | 15 | 41 | - BPI: Platyna - BEA: Złoto - ARIA: Platyna - BVMI: Złoto - IFPI: Złoto - GLF: Platyna - RMNZ: Złoto - ZPAV: Złoto |
| "Man Don't Dance" (jako Big Shaq)              | 2018 | 78 | —  | —  | —  | —  | —  | —  | —  | —  | —  | |
| "Daily Duppy" (jako Big Shaq; feat. GRM Daily) | 2018 | —  | —  | —  | —  | —  | —  | —  | —  | —  | —  | |
| "Buss It Down" (jako Big Shaq)                 | 2019 | —  | —  | —  | —  | —  | —  | —  | —  | —  | —  | |
| "Chicken Shop Freestyle" (jako Big Shaq)       | 2020 | —  | —  | —  | —  | —  | —  | —  | —  | —  | —  | |
| Jak                                            |      |    |    |    |    |    |    |    |    |    |    | |

#### Jako gościnny wykonawca
| Tytuł                                             | Rok  |
| ------------------------------------------------- | ---- |
| "The Ting Go Challenge" (DJ Flex feat. MC Quakez) | 2017 |